# St. Martin (Schönach)

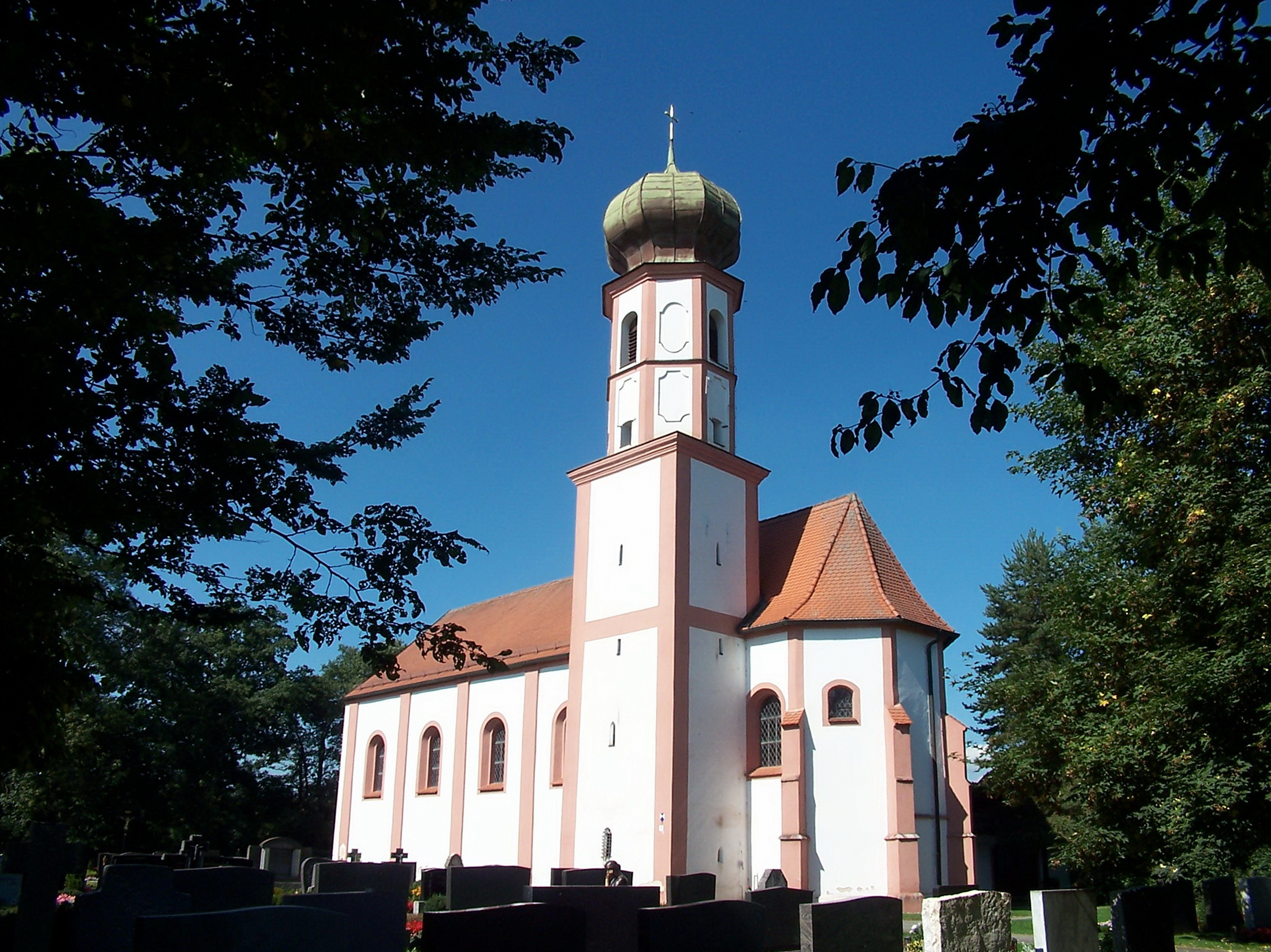
St. Martin (Schönach)

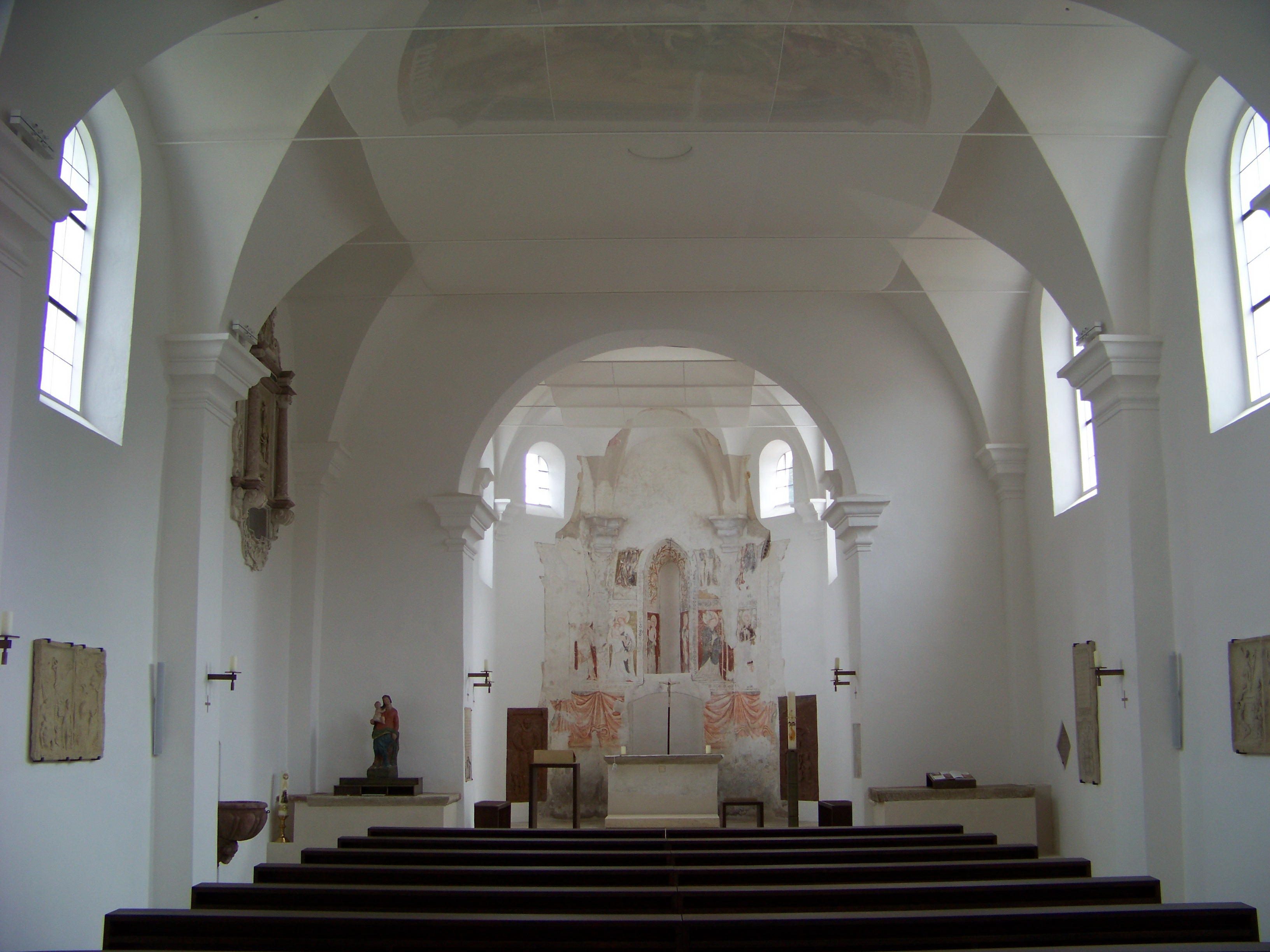
Innenansicht

Die römisch-katholische, denkmalgeschützte, seit 2015 als Friedhofskapelle genutzte Kirche St. Martin steht außerhalb des Pfarrdorfes Schönach, eines Gemeindeteils der Gemeinde Mötzing im Landkreis Regensburg der Oberpfalz. Sie war ursprünglich eine Pfarrkirche und Wallfahrtskirche und ist dem Bistum Regensburg zugeordnet. Das Bauwerk ist unter der Denkmalnummer D-3-75-171-9 als Baudenkmal in die Bayerische Denkmalliste eingetragen.

## Beschreibung
Die Saalkirche wurde im Kern im 13. Jahrhundert erbaut. Sie besteht aus einem barocken Langhaus mit vier Jochen, dessen Außenwände durch toskanische Pilaster gegliedert sind und das mit einem Satteldach bedeckt ist. Der eingezogene, dreiseitig geschlossene Chor im Osten, der von Strebepfeilern gestützt wird, ist gotisch. An seiner Südwand steht ein Chorflankenturm auf quadratischem Grundriss, dessen untere Geschosse aus der Zeit der Gotik stammen. Er wurde mit zwei achteckigen Geschossen aufgestockt, das obere beherbergt den Glockenstuhl, und mit einer barocken Zwiebelhaube bedeckt. 
Der Innenraum des Langhauses ist mit einem Stichkappengewölbe überspannt, das auf wandständigen Pfeilern ruht. Nach der Einweihung der neuen Pfarrkirche in der Ortsmitte wurde ab 1921 die Kirchenausstattung verkauft.